# Wirthiotrema glaucopallens
Wirthiotrema glaucopallens är en lavart som först beskrevs av William Nylander och fick sitt nu gällande namn av Rivas Plata, Kalb & Frisch. 
Wirthiotrema glaucopallens ingår i släktet Wirthiotrema och familjen Graphidaceae. Inga underarter finns listade i Catalogue of Life.